# See How We Are
See How We Are è il sesto album discografico degli X nel 1987.

## Descrizione
Vede l'esordio alla chitarra di Tony Gylkison, in precedenza membro della band dei Lone Justice.

## Tracce
1. I'm Lost – 2:55
2. You – 3:28
3. 4th of July – 4:03
4. In the Time it Takes – 3:09
5. Anyone can Fill Your Shoes' – 2:46
6. See How We Are – 3:46
7. Left and Right – 2:57
8. When It Rains – 4:29
9. Holiday Story – 3:36
10. Surprise Surprise – 2:50
11. Cyrano de Berger's Back – 3:32

## Formazione
- Exene Cervenka - voce
- John Doe - basso, voce
- Tony Gylkison - chitarra
- D.J.Bonebrake - batteria
- Dave Alvin - [Chitarra - voce]